# لانا كلاركسون
لانا جان كلاركسون (بالإنجليزية: Lana Clarkson)‏ (5 أبريل 1962 - 3 فبراير 2003) ممثلة وعارضة أزياء أمريكية، اشتهرت خلال الثمانينيات من القرن العشرين، ظهرت في العديد من أفلام السيف والسحر. قتلت بالرصاص داخل منزل منتج فيل سيكتور, والذي اتهم وأدين بتهمة القتل من الدرجة الثانية في 13 أبريل 2009 

## روابط خارجية
- لانا كلاركسون على موقع IMDb (الإنجليزية)
- لانا كلاركسون على موقع الموسوعة البريطانية (الإنجليزية)
- لانا كلاركسون على موقع ألو سيني (الفرنسية)
- لانا كلاركسون على موقع أول موفي (الإنجليزية)
- لانا كلاركسون على موقع قاعدة بيانات الأفلام السويدية (السويدية)
- لانا كلاركسون على موقع إن إن دي بي (الإنجليزية)
- لانا كلاركسون على موقع قاعدة بيانات الفيلم (الإنجليزية)
- لانا كلاركسون على موقع كينوبويسك (الروسية)